# Sídliště s trojitým opevněním u Hrušovan nad Jevišovkou
Sídliště s trojitým opevněním u Hrušovan nad Jevišovkou je pravěké sídliště s trojitým příkopovým opevněním ze starší doby bronzové (2200–1600 př. n. l.). Nachází se 1,3 kilometru jihovýchodně od okraje města na levobřežní terase řeky Jevišovky v nadmořské výšce maximálně 185 metrů.

## Historie výzkumu
V roce 1992 objevil lokalitu Miroslav Bálek leteckou prospekcí. Porostovými příznaky ve vegetaci byla odhalena tři oblouková ohrazení o průměrech 135, 175 a 205 metrů. V následujících letech byly provedeny další zjišťovací archeologické výzkumy – geofyzikální měření a povrchové sběry. Uvnitř i vně ohrazeného areálu byly dále pozorovány (leteckou prospekcí a geofyzikálním měřením) další objekty menších rozměrů. V roce 2005 byl proveden záchranný archeologický výzkum Jihomoravského muzea ve Znojmě pod vedením Jaromíra Kovárníka. Na základě získaných archeologických pramenů byla lokalita datována do období starší doby bronzové (únětická kultura, resp. protoúnětická kultura). Terénním výzkumem byl zjištěn neckovitý tvar příkopů, tzv. Sohlgraben.